# Балка Журавка
Балка Журавка — балка (річка) в Україні у Кремінському районі Луганської області. Ліва притока річки Жеребця (басейн Дону).

## Опис
Довжина балки приблизно 10,73 км, найкоротша відстань між витоком і гирлом — 9,27 км, коефіцієнт звивистості річки — 1,16. Формується декількома струмками та загатами. На деяких ділянках балка пересихає.

## Розташування
Бере початок на південно-західній стороні від села Площанка. Тече переважно на південний захід і на південно-західній околиці села Невське впадає у річку Жеребець, ліву притоку річки Сіверського Дінця.

## Цікаві факти
- Від витоку балки на східній стороні на відстані приблизно 4,57 км пролягає автошлях Т 1303[2] (автомобільний шлях територіального значення в Луганській області. Проходить територією Лутугинського та Антрацитівського районів через Успенку — Антрацит. Загальна довжина — 32,8 км.).